# Juan Seminario
Juan Roberto Seminario Rodríguez (Piura, Perú, 22 de julio de 1936) es un exfutbolista peruano que jugó como extremo izquierdo y que actuó con éxito en el fútbol del Perú, Portugal, España e Italia. Fue uno de los mejores jugadores sudamericanos en los años 60 y está considerado entre los grandes futbolistas peruanos de la historia. Actualmente tiene 88 años.
En su carrera como futbolista jugó en clubes como Sporting de Lisboa, FC Barcelona, Real Zaragoza, con el que ganó el trofeo Pichichi 1961-1962 y Fiorentina de la Serie A de Italia, teniendo en todos un paso destacado.
Era conocido por su genial habilidad y talento goleador. Al igual que Juan Joya —futbolista peruano destacado en los años 60s, perteneció a los desterrados por el gobierno militar peruano en los 60s que no le permitió jugar por su país, pero su velocidad, destreza y romance con las redes lo hizo destacar en Europa. En 1959 se fue a Sporting Lisboa y allí se hizo ídolo, la afición lo bautizó como "O Expresso de Lima" y cuando en 1961 lo adquirió Real Zaragoza los hinchas del equipo Verde y blanco realizaron protestas ante la dirigencia que lo dejó ir. En España, Seminario ganó el Trofeo Pichichi de la Liga Española en su primera temporada con 25 goles en 30 partidos. La Fiorentina lo adquirió luego en un fichaje récord para un jugador sudamericano en la época y a pesar de no conseguir títulos tuvo un paso destacado siendo el máximo goleador y mejor jugador de la Copa Italia en 1963, luego el F. C. Barcelona lo regresaría al fútbol español para hacer dupla con Cayetano Ré, entre ambos anotaron 40 goles en 59 partidos y ganaron la Copa de Ferias en 1966 (la precursora de la Copa de la UEFA u hoy Europa League).
Seminario fue un delantero de buena técnica, velocidad, magnífico disparo y efectividad de cara al arco, es el único jugador peruano que ha obtenido el Trofeo Pichichi de la Liga Española y es junto a Marco van Basten los únicos futbolistas que le anotaron 3 goles en un solo partido a la Selección de fútbol de Inglaterra.

## Biografía

### Inicios (1954-1959)
Corría marzo de 1959 y la selección peruana disputaba el Campeonato Sudamericano en Buenos Aires. Se enfrentaba al Brasil de Pelé, Didí y Garrincha, que por ese entonces era el campeón del mundo. La “Verdeamarelha” ganaba por 2 a 0, hasta que apareció la genialidad de un puntero izquierdo que se cansaba de hacer goles con la divisa del Deportivo Municipal —club donde debutó en 1954. Se llamaba Juan Seminario destacándose por su velocidad, destreza y capacidad goleadora, y tan solo le bastaron tres minutos para vencer la portería carioca en dos oportunidades y sellar el 2-2 definitivo.
Más allá del meritorio empate, ese resultado no habría tenido mucho de especial, si no hubiera sido porque emisarios del Valencia, Real Madrid, Atlético de Madrid, Barcelona y Real Zaragoza, tras este encuentro, demostraron interés por tener al ariete piurano en sus filas. Dos meses después, un domingo 17 de mayo en el Estadio Nacional y en una de las jornadas más épicas del fútbol peruano, Perú derrotaba en un choque amistoso a la selección de Inglaterra. Uno de los goles de Seminario en la valla del inglés Hopkinson, la tarde del mítico 4-1 a los ingleses. El 4-1 final fue contundente y la actuación de Seminario fue consagratoria: anotó 3 goles en la valla de Eddy Hopkinson y con ello, su camino al Viejo Continente estaba prácticamente escrito. 
En ese contexto, Seminario fue ofrecido por su representante al Real Zaragoza, equipo con el cual llegó a un acuerdo. Pero a la vez, Helenio Herrera, técnico del Barcelona por ese entonces, viajó a Lima y tras darle el visto bueno e informarlo a su club, finiquitó la transferencia del peruano al Barcelona. Esto trajo consigo un problema de duplicidad de contratos, con lo cual la Federación Española de Fútbol -tras una serie de dimes y diretes- dictaminó que el jugador no podría actuar en su torneo doméstico por el periodo un año.
Dado ese episodio, Seminario se vio obligado a marcharse al Sporting de Lisboa.

### Sporting de Lisboa
En 1959, se marchó a Portugal y fichó por el Sporting de Lisboa, en el equipo lusitano se destacó por su velocidad, virtuosismo, desborde y capacidad de gol, convirtiéndose en ídolo y siendo conocido como "o Expresso de Lima", en dos temporadas obtuvo tres subcampeonatos; dos de la Primera División de Portugal (1959/60 y 1960/61) y una de la Copa de Portugal en 1960. Ante su viaje a España, los adeptos del club portugués se desplazaron masivamente a la sede del club para reclamar a la dirigencia por haber permitido su salida del equipo.

### Real Zaragoza
A mediados de 1961, cuando todo hacia suponer que se enrolaría al Barcelona, el Real Zaragoza, que siempre estuvo al acecho de las actuaciones del peruano, puso 8 millones de pesetas sobre la mesa y se hizo de sus servicios, fichó por tres años con el Real Zaragoza. El debut oficial de Juan Seminario en la Liga se produjo el domingo 3 de septiembre de 1961. En el Estadio de La Romareda, el Real Zaragoza recibía al Valencia en un choque correspondiente a la primera jornada de la Liga. Los locales vencieron por 3-0 y pese a que Seminario no anotó, su primer grito estaría muy cerca de llegar. A la semana siguiente Zaragoza visitó al Elche y pese a sucumbir por 5-3, Seminario había decretado el tanto que ponía la paridad momentánea a un gol. Desde ese momento, el ‘Loco’ empezó su contacto frecuente con las redes españolas.
Vendrían después actuaciones memorables, como el enfrentamiento ante el Racing de Santander, en el que Seminario venció el pórtico rival en cuatro ocasiones. O los tripletes que anotó ante el Real Oviedo y el Espanyol en la Romareda. Un enfrentamiento esperado y que tenía al peruano en el ojo de la tormenta, se produce en la sexta jornada, cuando el elenco ‘maño’ visita al Barcelona en el Camp Nou. El encuentro estaba 1-1 y a minutos de finalizar el cotejo, el árbitro Birigay decretó la pena máxima favorable a la visita. Seminario se paró frente al balón, pero su remate terminó siendo atajado por el portero Pesudo.
Seminario a la carga durante un cotejo de la Liga 1961-1962, posteriormente, el 'Loco' tendría su revancha. En la segunda rueda y actuando en condición de local, Zaragoza derrotó por 3-2 a los catalanes en una remontada espectacular en los tramos finales del match. El peruano colaboró con uno de los tantos de su equipo. Después, también fue partícipe del enfrentamiento en las instancias decisivas de la liga ante el Real Madrid -que a la postre fue el campeón de aquella temporada, con Puskas, Kopa, Gento y Didí- al cual el Zaragoza venció por 2-1 y con Seminario haciéndose presente en el marcador, desde el punto de penal.
Al finalizar la Liga, Juan Seminario estuvo presente en todos los encuentros, sin ser reemplazado en ninguno. Les anotó a casi todos los equipos de la Liga -le faltaron solo Valencia, el Athletic de Bilbao y el Atlético de Madrid-. Su equipo finalizó en el cuarto lugar y él acumuló 2,700 minutos en cancha y 25 goles que lo colocaron como el máximo goleador de la Liga en aquella temporada, dejando detrás a grandes figuras de la talla de Alfredo Di Stéfano, Evaristo y los magiares Ferenc Puskas y Sandor Kocsis. 
Durante su paso por el cuadro zaragocista, Seminario tuvo la oportunidad de actuar en un combinado de jugadores extranjeros que se enfrentó a la selección de España en el marco de las festividades navideñas de 1961. El 'Loco' alineó al lado de Di Stefano, Evaristo, Waldo, Jones, Puskas, Koppa, Zeller, Gilmar, Didí y Ube Muller.
Por otro lado, pese a que la estadía de Juan Seminario en suelo aragonés fue corta (estuve menos de año y medio), sus números finales son realmente notables: defendió la camiseta del Zaragoza en 38 encuentros ligueros, sumando 3,375 minutos y contabilizando un total de 33 goles. Y aunque esta historia tranquilamente pueda encerrar gran parte de la trayectoria de un jugador, se trataba solo del inicio del éxito de Seminario en el Viejo Continente, tras esa majestuosa campaña y actuar en parte de la temporada 1962/1963.

### Fiorentina
En su segunda temporada a pesar de jugar tan solo 8 partidos, consiguió marcar otros 8 goles, de los que hay que destacar los 4 que le endosó al Real Mallorca el día que fueron a verlo los representantes de la Fiorentina para llevárselo a Italia. Su traspaso fue uno de los más altos de la época, se cifró en 20 millones de pesetas, el presupuesto de la temporada del Real Zaragoza estaba en 22.390.000 pesetas. 
En su primera media temporada en la Fiorentina que era el vigente Campeón de la Recopa de Europa, anotó 10 goles en 24 partidos, en la temporada 1963/64 alcanza la semifinal de la Copa Italia, perdiendo en tanda de penales con el AS Roma, a pesar de ello se convirtió en el goleador del equipo con 4 goles en 5 partidos.

### F. C. Barcelona
Luego de su paso por Italia, en la temporada 1964/65 se incorpora al F. C. Barcelona, completando una dupla letal con Cayetano Ré, goleador paraguayo, entre ambos anotaron 40 de los 59 goles que anotó el equipo esa temporada. Ese año participó en la Copa Ferias en donde el "Barça" perdió por sorteo su pase a la semifinal, Seminario le anotó 2 goles a la Fiorentina (su exequipo), 1 al Celtic y 1 al Racing de Straburgo, convirtiéndose en el goleador del equipo catalán en el certamen.
Tras su retiro del F. C. Barcelona, luego de 3 temporadas, dejó para el recuerdo 48 goles en 100 partidos (entre oficiales y amistosos).

### Últimos años y retirada (1967-1972)
De 1967 a 1969, juega en el CE Sabadell, luego decide regresar al Perú en el segundo semestre de 1969 jugando y dirigiendo al club Atlético Grau de su ciudad natal: Piura; posteriormente jugó en el Juan Aurich de Chiclayo la primera mitad del año 1970 y toda la temporada 1971. En 1972 se retiró en el Atlético Torino donde también hizo de entrenador.
Juan "Loco" Seminario ha sido uno de los futbolistas peruanos más exitosos en Europa y es indudablemente uno de los mejores delanteros de su historia.

## Selección nacional
Debutó a los 20 años con la camisteta de la Selección de fútbol del Perú en la Copa América de 1956 en Uruguay, jugando 2 partidos. En 1957 se consolida como titular y participa de la Copa América de 1957 en Lima, donde Perú ocupó el 3º lugar, ese mismo año enfrenta con su selección a Brasil en las eliminatorias mundialistas, empatando en Lima 1 a 1 y perdiendo en Río de Janeiro 1 a 0 en un disputado partido. Un año después ese equipo brasileño sería el campeón del mundo.
En la Copa América 1959 de Buenos Aires conforma una de las mejores delanteras en la historia del fútbol peruano: Gómez Sánchez, Loayza, Joya, Terry y Seminario. Un quinteto que combinaba técnica, habilidad, picardía y gol. En el debut, Seminario anota dos goles en el disputado empate 2 a 2 con el Brasil de Pelé, Garrincha y Didí. Luego el equipo peruano superaría a Uruguay por 5 a 3, perdería con Argentina 3-2 en un partido muy parejo y polémico, luego terminaría cuarto en el torneo.
Fue protagonista de la gran victoria de Perú sobre Inglaterra por 4 a 1, el partido se jugó en mayo de 1959 en Lima, aquella tarde la Selección de fútbol del Perú de la mano de un inspirado Miguel Loayza dio una real clase de fútbol frente a un rival a priori inmenso que tenía grandes figuras como Bobby Charlton, James Greaves y Johnny Haynes entre otros. Juan Seminario anotó 3 goles, dos de ellos en el primer tiempo y uno más en el segundo tiempo, el cuarto gol lo anotó Juan Joya. No solo fue una victoria sino un festín de paredes, gambetas y goles que despertaron una fiesta nacional. A partir de allí Seminario de 23 años y la mayor parte de sus compañeros emigraron al exterior, triunfaron y sin embargo no volvieron a ser convocados para jugar por la Selección Peruana, un hecho insólito, para muchos por irresponsabilidad de los dirigentes.
Seminario jugó 19 partidos con la Selección Peruana y anotó 9 goles.

### Participaciones en Copas América
| Copa                         | Sede                   | Resultado              | PJ | Goles | Prom. |
| ---------------------------- | ---------------------- | ---------------------- | -- | ----- | ----- |
| Campeonato Sudamericano 1956 | Uruguay                | Sexto lugar            | 2  | 0     | 0.00  |
| Campeonato Sudamericano 1957 | Perú                   | Cuarto lugar           | 6  | 1     | 0.17  |
| Campeonato Sudamericano 1959 | Argentina              | Cuarto lugar           | 5  | 2     | 0.4   |
| Total en fases finales       | Total en fases finales | Total en fases finales | 13 | 3     | 0.23  |

## Estadísticas

### Clubes
| Club | Temporada     | Liga  | Liga  | Copas (1) | Copas (1) | Internacional (2) | Internacional (2) | Total (3) | Total (3) | Promedio |
| Club | Temporada     | Part. | Goles | Part.     | Goles     | Part.             | Goles             | Part.     | Goles     | Promedio |
| --- | ------------- | ----- | ----- | --------- | --------- | ----------------- | ----------------- | --------- | --------- | -------- |
| Deportivo Municipal · Perú |               |       |       |           |           |                   |                   |           |           |          |
| 1954-59 | 80            | 28    | -     | -         | -         | -                 | 80                | 28        | 0.35      |          |
| Total club | 80            | 28    | 0     | 0         | 0         | 0                 | 80                | 28        | 0.35      |          |
| Sporting de Lisboa Portugal |               |       |       |           |           |                   |                   |           |           |          |
| 1959-60 | 18            | 10    | 8     | 3         | -         | -                 | 26                | 13        | 0.5       |          |
| 1960-61 | 24            | 9     | -     | -         | -         | -                 | 24                | 9         | 0.33      |          |
| Total club | 42            | 19    | 8     | 3         | 0         | 0                 | 50                | 22        | 0.45      |          |
| Real Zaragoza España |               |       |       |           |           |                   |                   |           |           |          |
| 1961-62 | 30            | 25    | 9     | 3         | 2         | 0                 | 41                | 28        | 0.68      |          |
| 1962-63 | 8             | 8     | -     | -         | -         | -                 | 8                 | 8         | 1.00      |          |
| Total club | 38            | 33    | 9     | 3         | 2         | 0                 | 49                | 36        | 0.73      |          |
| Fiorentina Italia |               |       |       |           |           |                   |                   |           |           |          |
| 1962-63 | 24            | 10    | -     | -         | -         | -                 | 24                | 10        | 0.42      |          |
| 1963-64 | 23            | 6     | 5     | 4         | -         | 0                 | 28                | 10        | 0.34      |          |
| Total club | 47            | 16    | 5     | 4         | 0         | 0                 | 52                | 20        | 0.38      |          |
| F. C. Barcelona España |               |       |       |           |           |                   |                   |           |           |          |
| 1964-65 | 23            | 14    | 2     | 1         | 8         | 4                 | 33                | 19        | 0.58      |          |
| 1965-66 | 9             | 1     | -     | -         | -         | -                 | 9                 | 1         | 0.11      |          |
| 1966-67 | 4             | 0     | -     | -         | -         | -                 | 4                 | 0         | 0.00      |          |
| Total club | 36            | 15    | 2     | 1         | 8         | 4                 | 46                | 20        | 0.43      |          |
| CE Sabadell España |               |       |       |           |           |                   |                   |           |           |          |
| 1967-68 | 25            | 8     | -     | -         | -         | -                 | 25                | 8         | 0.32      |          |
| 1968-69 | 10            | 1     | -     | -         | -         | -                 | 10                | 1         | 0.10      |          |
| Total club | 35            | 9     | 0     | 0         | 0         | 0                 | 35                | 9         | 0.26      |          |
| Atlético Grau · Perú |               |       |       |           |           |                   |                   |           |           |          |
| 1969-70 | 26            | 11    | -     | -         | -         | -                 | 26                | 11        | 0,42      |          |
| Total club | 26            | 11    | 0     | 0         | 0         | 0                 | 26                | 11        | 0.42      |          |
| Juan Aurich · Perú |               |       |       |           |           |                   |                   |           |           |          |
| 1970-71 | 17            | 4     | -     | -         | -         | -                 | 17                | 4         | 0.23      |          |
| Total club | 17            | 4     | 0     | 0         | 0         | 0                 | 17                | 4         | 0.23      |          |
| Atlético Torino · Perú |               |       |       |           |           |                   |                   |           |           |          |
| 1972 | 6             | 0     | -     | -         | -         | -                 | 6                 | 0         | 0.00      |          |
| Total club | 6             | 0     | 0     | 0         | 0         | 0                 | 6                 | 0         | 0.00      |          |
| Total carrera | Total carrera | 327   | 133   | 24        | 11        | 10                | 4                 | 361       | 150       | 0.42     |
| (1) Incluye datos de la Copa del Rey, Copa de Portugal y Copa de Italia. (2) Incluye datos de la Copa de Ferias. (3) No incluye goles en partidos amistosos. |               |       |       |           |           |                   |                   |           |           |          |

### Resumen Estadístico
|                       | Partidos | Goles | Promedio |
| --------------------- | -------- | ----- | -------- |
| Primera División      | 327      | 133   | 0.42     |
| Copas nacionales      | 24       | 11    | 0.46     |
| Copas internacionales | 10       | 4     | 0.4      |
| Selección Peruana     | 19       | 9     | 0.47     |
| TOTAL                 | 380      | 159   | 0.43     |

## Palmarés
| Título                 | Club                  | País     | Año       |
| ---------------------- | --------------------- | -------- | --------- |
| Primeira Liga          | Sporting de Lisboa    | Portugal | 1959-1960 |
| Copa Italia            | ACF Fiorentina        | Italia   | 1963      |
| Copa Europea de Ferias | Fútbol Club Barcelona | España   | 1965-1966 |

### Distinciones individuales
| Distinción                                                                    | Año       |
| ----------------------------------------------------------------------------- | --------- |
| Parte del equipo ideal de la temporada de la Liga portuguesa                  | 1959-1960 |
| Mejor jugador extranjero de la Liga portuguesa                                | 1960      |
| Trofeo Pichichi - Máximo Goleador de la Primera División de España            | 1961-1962 |
| Mejor jugador extranjero de la Liga española                                  | 1961-1962 |
| Parte del equipo ideal de la temporada de la Liga española                    | 1961-1962 |
| Máximo goleador del Real Zaragoza en la temporada (36 goles)                  | 1961-1962 |
| Máximo goleador de la Copa Italia                                             | 1964      |
| Máximo goleador del Club Barcelona en la Copa de Ferias (4 goles)             | 1965      |
| Tercer máximo goleador extranjero de la Liga española (14 goles)              | 1965      |
| Incluido en el Salón de la Fama del Fútbol Internacional                      | 2012      |
| Incluido en el once histórico de la Selección Peruana elaborado por la IFFHS. | 2022      |